# Monte Lake Park
Monte Lake Park är en park i Kanada.   Den ligger i provinsen British Columbia, i den södra delen av landet, 3 300 km väster om huvudstaden Ottawa. Monte Lake Park ligger 686 meter över havet.
Terrängen runt Monte Lake Park är huvudsakligen lite bergig. Monte Lake Park ligger nere i en dal. Trakten runt Monte Lake Park är nära nog obefolkad, med mindre än två invånare per kvadratkilometer.. 
I omgivningarna runt Monte Lake Park växer i huvudsak barrskog.